# Courmelois
Courmelois est une ancienne commune française de la Marne qui a fusionné en 1965 avec Thuisy et Wez pour former une nouvelle commune nommée Val-de-Vesle.

## Toponymie
Le nom de la localité est attesté sous les formes Villa nomine Colmelecta (948) ; Curmeleia (1090) ; Curmelia (1178) ; Curmeleium, Curmelois (1214) ; Courmelois (1215) ; Cormerois (1267) ; Courmeloy (1298) ; Courmeloi (1302) ; Cormeloy (1411) ; Cormelois (1646).

Peut être interprétée comme un collectif *Columnell -etum « ensemble de colonnes » ( ruines d'un temple ).

## Liste des maires
| Période                                  | Période | Identité                            | Étiquette | Qualité |
| ---------------------------------------- | ------- | ----------------------------------- | --------- | ------- |
| Les données manquantes sont à compléter. |         |                                     |           |         |
| 1791                                     | 1816    | Ponce Lapie                         |           |         |
| 1816                                     | 1824    | Pierre Danre d'Armancy de Loupeigne |           |         |
| 1824                                     | 1831    | Ponce Lapie                         |           |         |
| 1831                                     | 1843    | Jean Louis Lapie                    |           |         |
| 1843                                     | 1857    | Jean-Louis Gandon                   |           |         |
| 1847                                     | 1848    | Ponce Lapie                         |           |         |
| 1848                                     | 1849    | Pierre Laubréaux                    |           |         |
| 1849                                     | 1852    | Etienne Lapie                       |           |         |
| 1852                                     | 1853    | Pierre Laubréaux                    |           |         |
| 1853                                     | 1868    | Félix de Barthelemy                 |           |         |
| 1868                                     | 1888    | Édouard de Barthélemy               |           |         |
| 1888                                     | 1902    | Desiré Gandon                       |           |         |
| 1902                                     | 1919    | Gustave Laubréaux                   |           |         |
| 1919                                     | 1925    | Henri Cadart                        |           |         |
| 1925                                     | 1933    | Emile Maquin                        |           |         |
| 1933                                     | 1964    | Irenée Lapie                        |           |         |

## Démographie
| 1906 | 1911 | 1921 | 1926 | 1931 | 1936 | 1946 | 1954 | 1962 |
| ---- | ---- | ---- | ---- | ---- | ---- | ---- | ---- | ---- |
| 96   | 99   | 64   | 106  | 104  | 106  | 119  | 112  | 119  |